# FC Saint Éloi Lupopo
El FC Saint Éloi Lupopo es un club de fútbol de la República Democrática del Congo que participa en la Linafoot, la competición de fútbol más importante del país.

## Historia
Fue fundado en el año 1939 en la localidad de Lubumbashi, ha sido campeón de liga en 6 ocasiones y su primera participación internacional fue en la Copa Africana de Clubes Campeones en el año 1969.

## Palmarés
- Linafoot: 6

1958, 1968, 1981, 1986, 1990, 2002
- Copa de Congo: 3

1961, 1968, 2015
- LIFKAT: 2

2001, 2003
- Supercopa de la República Democrática del Congo: 1

2002

## Participación en competiciones de la CAF
- Liga de Campeones de la CAF: 3 apariciones

2003 - Segunda ronda
2006 - Segunda ronda
2007 - Ronda preliminar
2010 - Primera ronda
- Copa Africana de Clubes Campeones: 4 apariciones

| 1969 - Cuartos de final 1982 - Semifinales | 1987 - Segunda ronda 1991 - Primera ronda |

- Copa Confederación de la CAF: 7 apariciones

2005 - Segunda ronda
2006 - Fase de grupos
2011 - Octavos de final
2012 - Primera ronda
2016 - Primera ronda
2023/24 - Segunda ronda
2024/25 - Segunda ronda

## Jugadores

### Jugadores destacados
- Tshamalenga Kabundi
- Pierre Kasongo (Primer Congoleño en jugar fútbol a nivel profesional, en Bélgica. Jugó con la Selección nacional que ganó la Copa Africana de Naciones de 1968)[3]